# Glossidion mysticum
Glossidion mysticum is een haft uit de familie Baetidae. De wetenschappelijke naam van de soort is voor het eerst geldig gepubliceerd in 1999 door Lugo-Ortiz & McCafferty.
De soort komt voor in het Afrotropisch gebied.